# Operació Híbrida de la Unió Africana i les Nacions Unides al Darfur
L'Operació Híbrida de la Unió Africana i les Nacions Unides a Darfur (MINUAD o UNAMID per les sigles en anglès) és una missió de manteniment de la pau de la Unió Africana (UA) i les Nacions Unides (ONU) aprovada formalment per la Resolució 1769 del Consell de Seguretat de les Nacions Unides el 31 Juliol de 2007, per aportar estabilitat a la guerra a la regió del Darfur al Sudan mentre continuen les converses de pau sobre una solució definitiva.

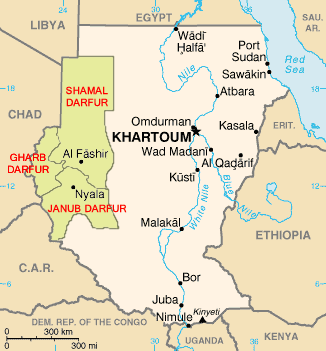
Mapa del Darfur

El mandat inicial de dotze mesos es va estendre fins al 31 de juliol de 2010. El 2008 el pressupost era d'aproximadament US $106 milions al mes. La força d'aproximadament 26.000 efectius va començar a desplegar-se a la regió l'octubre de 2007. Els 9.000 de la Missió de la Unió Africana al Sudan (AMIS), que anteriorment eren responsables del manteniment de la pau, s'havien integrat completament en aquesta nova força abans del 31 de desembre de 2007.

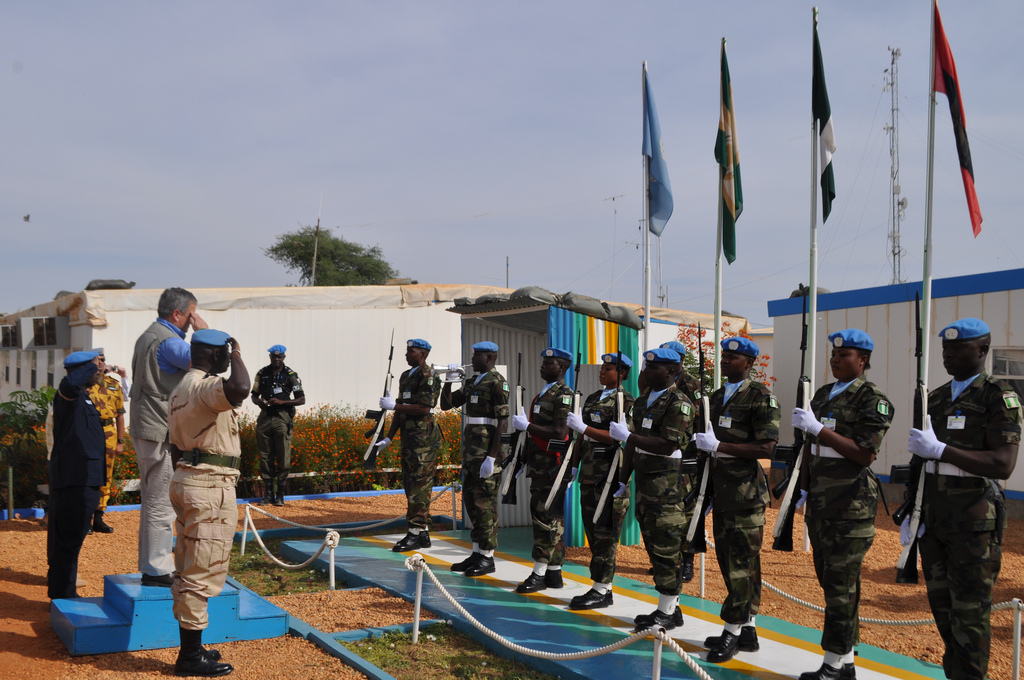
Soldats de la UNAMID

El mandat correspon a una força de fins a 19.555 efectius militars i 3.772 policies, juntament amb uns altres «dinou unitats policials formades per fins a 140 empleats cadascun». Els mantenidors de la pau poden utilitzar la força per protegir civils i operacions humanitàries. La UNAMID és la primera força conjunta de les Nacions Unides/UA i la missió més gran de manteniment de la pau.
A partir de desembre de 2008, havia desplegat 15.136 efectius totals, inclosos 12.194 soldats, 175 observadors militars i 2.767 agents de policia, recolzats per 786 funcionaris civils internacionals, 1.405 funcionaris civils locals i 266 voluntaris de l'ONU.

## Autorització
L'autorització inicial de la missió va ser lliurada pel Consell de Seguretat de les Nacions Unides a la resolució 1769 de 31 de juliol de 2007. Aquesta resolució fixa la força de la missió com «fins a 19.555 militars, inclosos 360 observadors militars i oficials d'enllaç, i un component civil apropiat que inclogui fins a 3.772 policies i 19 unitats policials format per fins a 140 persones cada una».
L'autorització de la missió es va ampliar en forma essencialment no modificada per a cada un dels cinc anys següents: la resolució 1828 del Consell de Seguretat de les Nacions Unides aprovada el 31 de juliol de 2008, la resolució 1881 del 30 de juliol de 2009, la resolució 1935, el 30 de juliol de 2010, la resolució 2003, el 29 de juliol de 2011, i resolució 2063 adoptada el 31 de juliol de 2012.
La resolució 2113 del Consell de Seguretat de les Nacions Unides de 30 de juliol de 2013 va estendre el mandat de la UNAMID durant 13 mesos, fins al 31 d'agost de 2014, però va reduir la força de força autoritzada a 16.200 efectius militars, 2.310 policies i 17 unitats policials formats per a fins a 140 persones. The following year saw the mandate extended once again to 30 June 2015 (Security Council resolution 2173 of 27 August 2014).

La resolució 2228 del Consell de Seguretat de les Nacions Unides, de 29 de juny de 2015, va reduir encara més els efectius de la força, a no més de 15,845 militars, 1,583 policies i 13 unitats policials de fins a 140 persones cadascun. Aquesta autorització de força es va ampliar per altres 12 mesos a través de Resolució 2296 del Consell, de 29 de juny de 2016.
Disposició
El govern de Donald Trump a Washington va argumentar que es reduirien els pressupostos de manteniment de la pau de l'ONU durant el primer semestre de 2017. Possiblement, a partir d'aquest moment, el Consell de Seguretat de l'ONU va renovar el mandat de la UNAMID durant 12 mesos més el 29 de juny de 2017, s'ha anunciat reduccions significatives en el personal desplegat. La força aprovada es va reduir en dues etapes. A final de 2017, els nombres autoritzats de tropes i policies serien d'11.395 i 2,888, respectivament. A més, es reduirà a mitjans de 2018 a 8.735 tropes (vuit batallons) i 2.500 policies. Es va informar que les reduccions del personal civil de la missió serien 426 a la Fase 1 (és a dir, fins al 31 de desembre de 2017) i 147 llocs addicionals perduts a la Fase 2 (és a dir, el 30 de juny de 2018).

## Lideratge i comandament
Les missions de les Nacions Unides entren sota un Cap de Missió civil, generalment anomenat Representant Especial del Secretari General de l'ONU. La UNAMID, com a missió conjunta, té un cap civil designat pel secretari general de l'ONU i el president de la Comissió de la UA. A l'octubre de 2015 Martin Ihoeghian Uhomoibhi (de Nigèria) va ser nomenat Representant Especial Mixt per a Darfur i Cap d'UNAMID, succeint a Abiodun Oluremi Bashua (també de Nigèria). El 3 d'abril de 2017 es va anunciar que Jeremiah Nyamane Kingsley Mamabolo de Sud-àfrica havia estat nomenat Representant Especial Mixt i Cap de la UNAMID. Ara, el tinent general Leonard Muriuki Ngondi (de Kenya) fou nomenat com a comandant de la força el 8 d'agost de 2017.

### Comandants de la força
| No. | Nom                             | Nationalitat | Inici                 | Final               | Notes |
| --- | ------------------------------- | ------------ | --------------------- | ------------------- | --- |
| 1   | Maj. Gen. Martin Luther Agwai   | Nigeria      | 1 de gener de 2008    | 31 d'agost de 2009  | |
| 2   | Lt. Gen. Patrick Nyamvumba      | Rwanda       | 1 de setembre de 2009 | 31 de març de 2013  | |
| 3   | Lt. Gen. Paul Ignace Mella      | Tanzania     | 4 de juny de 2013     | 31 de desembre 2015 | |
| 4   | Lt. Gen. Frank Mushyo Kamanzi   | Rwanda       | 1 de gener de 2016    |                     | El 6 d'abril de 2017 es va anunciar que el General Kamanzi havia estat nomenat comandant de la UNMISS a Sudan del Sud. |
| 5   | Maj. Gen. Fida Hussain Malik    | Pakistan     | Mid-2017              |                     | Interí |
| 6   | Lt. Gen. Leonard Muriuki Ngondi | Kenya        | agost de 2017         | en el càrrec        | |

### Comandants adjunts
| No. | Nom                                | Nacionalitat | Inici              | Final      |
| --- | ---------------------------------- | ------------ | ------------------ | ---------- |
| 1   | Maj. Gen. Emmanuel Karenzi Karake  | Rwanda       | 1 de gener de 2008 | Abril 2009 |
| 2   | Maj. Gen. Duma Dumisani Mdutyana   | South Africa | 31 de maig de 2009 |            |
| 3   | Maj. Gen. Wynjones Kisamba         | Tanzania     | setembre de 2011   | 2013       |
| 4   | Maj. Gen. Balla Keita              | Senegal      | 2013               | 2015       |
| 5   | Maj. Gen. Mohammad Maksudur Rahman | Bangladesh   | Octubre 2015       |            |
| 6   | Maj Gen Fida Hussain Malik         | Pakistan     | maig de 2017       |            |

## Participants
El 12 d'agost de 2007, Alpha Oumar Konare, president de la UA, va anunciar que la UNAMID era probable que fos una força de pau panafricana. Pel 30 de juny de 2013, el nombre total de personal de la missió era de 19.735:
| Estat              | Policia | Experts | Tropes |
| ------------------ | ------- | ------- | ------ |
| Bangladesh         | 764     | 16      | 196    |
| Benín              | 1       |         |        |
| Bolívia            |         | 2       |        |
| Burkina Faso       | 184     | 12      | 808    |
| Burundi            | 71      | 8       | 2      |
| Cambodja           |         | 3       |        |
| Camerun            | 14      |         |        |
| R.P. de la Xina    |         |         | 233    |
| Costa d'Ivori      | 6       |         |        |
| Djibouti           | 151     |         |        |
| Egipte             | 245     | 24      | 1,062  |
| Etiòpia            | 26      | 16      | 2,549  |
| Gàmbia             | 156     |         | 211    |
| Alemanya           | 6       | 50      | 8      |
| Ghana              | 158     | 8       | 12     |
| Indonèsia          | 156     | 4       | 1      |
| Iran               |         | 2       | 16     |
| Jamaica            | 12      |         |        |
| Jordània           | 531     | 13      | 12     |
| Kenya              |         | 5       | 80     |
| Kirguizstan        | 7       | 2       |        |
| Lesotho            |         | 2       | 1      |
| Líbia              |         |         | 14     |
| Madagascar         | 9       |         |        |
| Malawi             | 59      |         |        |
| Malàisia           | 44      | 2       | 14     |
| Mali               |         | 7       | 1      |
| Mongòlia           |         |         | 70     |
| Namíbia            |         | 10      | 3      |
| Nepal              | 297     | 18      | 363    |
| Nigèria            | 372     | 14      | 2,573  |
| Pakistan           | 244     | 6       | 504    |
| República de Palau | 1       | 1       | 1      |
| Perú               |         | 4       |        |
| Ruanda             | 212     | 11      | 3,239  |
| Senegal            | 300     | 19      | 795    |
| Sierra Leone       | 95      | 10      | 11     |
| Sud-àfrica         |         | 16      | 809    |
| Corea del Sud      |         |         | 2      |
| Tadjikistan        | 14      |         |        |
| Tanzània           | 208     | 21      | 894    |
| Tailàndia          |         | 8       | 7      |
| Togo               | 140     | 7       |        |
| Tunísia            | 67      |         |        |
| Turquia            | 79      |         |        |
| Iemen              | 204     | 47      | 4      |
| Zàmbia             | 63      | 12      | 5      |
| Zimbàbue           |         | 6       | 2      |

## Baixes
Cap al 30 de juny de 2017, 250 personal de l'ONU havien mort mentre servien a UNAMID.

### Incidents
- Un pacificador ugandès va ser trobat mort al seu automòbil a la regió d'El Fasher el 29 de maig de 2008.[43]
- El 8 de juliol de 2008, set cascs blaus de l'ONU van ser assassinats i 22 ferits en un atac per una milícia.[44] L'atac va ser denunciat i condemnat pel Consell de Seguretat de les Nacions Unides.[45]
- Un pacificador nigerià va morir el 16 de juliol de 2008.[46]
- Un pacificador nigerià va morir el 7 d'octubre de 2008.[47]
- Un pacificador sud-africà va morir el 29 d'octubre de 2008.[48]
- Dos pacificadors d'UNAMID foren assassinats entre novembre de 2008 i febrer de 2009.[49]
- Un pacificador nigerià va morir en un tiroteig el 17 de març de 2009.[50]
- Un pacificador d'UNAMID fou mort d'un tret al front a la seva llar a Nyala el 8 de maig de 2009.[51]
- Un pacificador d'UNAMID fou assassinat entre juny i agost de 2009.[52]
- Un pacificador nigerià fou mort en una emboscada a la regió del Darfur Occidental el 29 de setembre de 2009.[52]
- Tres[53] pacificadors ruandesos foren morts i tres ferits en una emboscada per franctiradors mentre escortaven un tanc d'aigua el 4 de desembre de 2009.[54]
- El 6 de desembre de 2009, dos pacificadors més de Ruanda van morir i un va resultar ferit quan homes armats han obert foc des d'una multitud quan les tropes de Ruanda estaven distribuint aigua.[55]
- Dos pacificadors egipcis foren assassinats i tres ferits en una emboscada vora Edd al-Fursan al sud del Darfur el 7 de maig de 2010.[56]
- Un pacificador d'UNAMID fou assassinat, i tres altres més foren greument ferits en un atac el 21 de gener de 2013 mentre era patrullant al Darfur.
- Un pacificador d'UNAMID fou mort i dos ferits el 19 d'abril de 2013 en un atac a la seva base de Muhajeria al Darfur Oriental.[57]
- Set pacificadors tanzans foren morts el 13 de juliol de 2013.[58]